# Najwyższy Komitet Walki Kreteńskiej
Najwyższy Komitet Walki Kreteńskiej (Anotate Epitrope Agonos Kretes, AEAK) – greckie ugrupowanie konspiracyjne na okupowanej Krecie podczas II wojny światowej.
Organizacja została utworzona 14 czerwca 1941 r. w Chanii, czyli już 3 tygodnie po zajęciu Krety przez wojska niemieckie. Była pierwszym greckim ugrupowaniem konspiracyjnym. Na czele AEAK stanął Andreas Polentas jako sekretarz generalny. W skład kierownictwa weszli płk Andreas Papadakis, który samowolnie ogłosił się przywódcą kreteńskiej konspiracji, Ioannis Paizis, Titos Georgiadis, Ioannis Ioannidis. Siedziba organizacji mieściła się w domu płk. A. Papadakisa we wsi Vourvoures. Działalność AEAK koncentrowała się w zachodniej części Krety. Początkowo polegała głównie na koordynacji ewakuacji z wyspy licznych ukrywających się żołnierzy alianckich. W późniejszym okresie skupiono się na przekazywaniu Brytyjczykom danych wywiadowczych. Jednym z informatorów był kreteński tłumacz zatrudniony przez Niemców. Okazało się jednak, że był on podwójnym agentem i wsypał działaczy AEAK. W listopadzie 1942 r. doszło do ich aresztowań (m.in. A. Polentas). Po brutalnych przesłuchaniach wydali oni kolejnych członków organizacji, co doprowadziło do jej zniszczenia pod koniec grudnia tego roku. Nieliczni ocaleni działacze AEAK weszli w skład kolejnej kreteńskiej organizacji konspiracyjnej Narodowej Organizacji Krety (EOK).